# Dzhamal Dibirgadzhiyev
Bản mẫu:Eastern Slavic name
Dzhamal Usumiyevich Dibirgadzhiyev (tiếng Nga: Джамал Усумиевич Дибиргаджиев; sinh ngày 2 tháng 8 năm 1996) là một cầu thủ bóng đá người Nga chơi ở vị trí tiền đạo cho F.K. Anzhi Makhachkala.

## Sự nghiệp

### Câu lạc bộ
Dibirgadzhiyev ra mắt chuyên nghiệp tại Giải bóng đá chuyên nghiệp quốc gia Nga cho F.K. Anzhi-2 Makhachkala vào ngày 12 tháng 8 năm 2014 trong trận đấu với F.K. Alania Vladikavkaz.
Vào tháng 8 năm 2016, Dibirgadzhiyev đến theo dạng cho mượn từ câu lạc bộ Bồ Đào Nha Fátima cho mùa giải 2016-17.
Ngày 18 tháng 9 năm 2016, anh ghi 6 bàn thắng cho Fátima trong thắng lợi 8-0 tại Campeonato de Portugal trước  Naval.
Anh ra mắt tại Giải bóng đá ngoại hạng Nga cho Anzhi vào ngày 1 tháng 10 năm 2017 trong trận đấu với F.K. Zenit Sankt Peterburg.

## Thống kê sự nghiệp

### Câu lạc bộ
Tính đến 9 tháng 12 năm 2017
| Câu lạc bộ          | Mùa giải             | Giải vô địch                | Giải vô địch | Giải vô địch | Cúp     | Cúp       | Châu lục | Châu lục  | Khác    | Khác      | Tổng cộng | Tổng cộng |
| Câu lạc bộ          | Mùa giải             | Hạng đấu                    | Số trận      | Bàn thắng    | Số trận | Bàn thắng | Số trận  | Bàn thắng | Số trận | Bàn thắng | Số trận   | Bàn thắng |
| ------------------- | -------------------- | --------------------------- | ------------ | ------------ | ------- | --------- | -------- | --------- | ------- | --------- | --------- | --------- |
| Anzhi Makhachkala   | 2013–14              | Giải bóng đá ngoại hạng Nga | 0            | 0            | 0       | 0         | 0        | 0         | –       | –         | 0         | 0         |
| Anzhi Makhachkala   | 2014–15              | FNL                         | 1            | 1            | 0       | 0         | –        | –         | 3       | 3         | 4         | 4         |
| Anzhi Makhachkala   | 2015–16              | Giải bóng đá ngoại hạng Nga | 0            | 0            | 0       | 0         | –        | –         | –       | –         | 0         | 0         |
| Anzhi Makhachkala   | 2016–17              | Giải bóng đá ngoại hạng Nga | 0            | 0            | –       | –         | –        | –         | –       | –         | 0         | 0         |
| Anzhi-2 Makhachkala | 2014–15              | PFL                         | 19           | 10           | –       | –         | –        | –         | –       | –         | 19        | 10        |
| Fátima              | 2016–17              | Campeonato de Portugal      | 15           | 10           | –       | –         | –        | –         | –       | –         | 15        | 10        |
| Anzhi Makhachkala   | 2017–18              | Giải bóng đá ngoại hạng Nga | 2            | 0            | 1       | 0         | –        | –         | –       | –         | 3         | 0         |
| Anzhi Makhachkala   | Tổng cộng (2 spells) | Tổng cộng (2 spells)        | 3            | 1            | 1       | 0         | 0        | 0         | 3       | 3         | 7         | 4         |
| Anzhi-2 Makhachkala | 2017–18              | PFL                         | 4            | 0            | –       | –         | –        | –         | –       | –         | 4         | 0         |
| Anzhi-2 Makhachkala | Tổng cộng (2 spells) | Tổng cộng (2 spells)        | 23           | 10           | 0       | 0         | 0        | 0         | 0       | 0         | 23        | 10        |
| Tổng cộng sự nghiệp | Tổng cộng sự nghiệp  | Tổng cộng sự nghiệp         | 41           | 21           | 1       | 0         | 0        | 0         | 3       | 3         | 45        | 24        |